# Emmanuel Todd
Emmanuel Todd (Saint-Germain-en-Laye, 16 de maig de 1951) és un historiador, demògraf, sociòleg i politòleg francès, membre de l'Institut Nacional d'Estudis Demogràfics (INED) a París.
Les seves recerques se centren en els diferents tipus de famílies occidentals, en com es desenvolupen creences compartides, i fins a coincidents, respecte de les ideologies i els sistemes polítics, indagant en els esdeveniments històrics relacionats amb aquests fets.

## Primers anys
Nascut en Saint-Germain-en-Laye, Emmanuel Todd és net de l'escriptor Paul Nizan, fill del periodista Olivier Todd, i pare de l'historiador David Todd. L'historiador Emmanuel Le Roy Ladurie, qui va ser pioner de la disciplina coneguda com a “microhistòria”, era un amic de la família i li va regalar el seu primer llibre d'història. Ja a l'edat de 10 anys, el llavors nen volia ser arqueòleg quan fos gran. Anys després va estudiar al Lycée international de Saint-Germain-en-Laye, on va arribar a ser membre de les joventuts del Partit Comunista Francès (PCF).

## Estudis
Todd va estudiar al Liceu Internacional de Saint-Germain-En-Laye, on s'hi graduà amb un batxillerat científic. Posteriorment va estudiar Ciències Polítiques en l'Institut d'Estudis Polítics de París i després va viatjar al Regne Unit per preparar un doctorat en història en la prestigiosa Universitat de Cambridge. El 1976 va defensar la seva tesi doctoral, titulada Set comunitats de camperols en l'Europa preindustrial: Un estudi comparatiu de les parròquies rurals franceses, italianes i sueques (segle XVIII i principis del XIX).
No obstant això, el que li valdria l'atenció nacional i internacional aquell mateix 1976 (quan només tenia 25 anys) va ser la seva predicció sobre un eventual col·lapse de la Unió Soviètica, basant-se en alguns indicadors demogràfics com l'increment de les taxes de mortalitat infantil. Aquesta obra en qüestió es va titular La chute finale: Essais sur la décomposition de la sphère soviétique.

## Vida i escrits
Va treballar durant un temps en el servei literari del diari Le Monde, per després tornar a les seves recerques, en particular la conformació i difusió de les ideologies polítiques i creences religioses segons els diferents sistemes de famílies (per exemple a Explicació de la ideologia, família, estructura i sistema social). Després va escriure, entre d'altres, L'invention de l'Europe (1990) i Le destin des immigrés (1994). En aquest últim va defensar el model francès d'integració dels nombrosos residents estrangers al país, en particular, els musulmans d'origen algerià.
Todd es va oposar al Tractat de Maastricht, al referèndum francès del 1992 sobre aquest tema. Tres anys després, el 1995, va escriure un memoràndum per a la Fundació Saint-Simon, que posteriorment es tornaria bastant famós; amb relació a aquest escrit, diversos mitjans de comunicació li acabarien atribuint haver encunyat el terme compost fractura social. Aquest, per exemple, va ser posteriorment usat per Jacques Chirac durant la campanya electoral francesa de 1995, per així intentar diferenciar-se de la seva llavors rival Édouard Balladur. Tanmateix, Todd ha rebutjat la paternitat d'aquesta frase i en canvi li atribuí l'expressió a Marcel Gauchet.
En Après l'empire. Essai sur la décomposition du système américain (2002) Todd també va predir la caiguda dels Estats Units com l'única superpotència i l'aparició o emergència d'un món multipolar, davant l'avanç de l'Índia, Rússia i, sobretot, de la Xina.
Tretze anys després de la seva oposició al Tractat de Maastricht el 1992, Todd es va expressar a favor de la Constitució europea en el referèndum sobre aquest tema dut a terme en 2005, advocant per ella a nivell de marc Europeu respecte de les futures polítiques de la Unió.
En el seu llibre Le rendez-vous des civilisations (2007), escrit juntament amb el seu col·lega demògraf Youssef Courbage, critica -ja des del títol de l'obra- la tesi de xoc de civilitzacions enunciada pel politòleg estatunidenc Samuel Huntington, ressaltant per contra punts de convergència en els estils de vida i valors compartits per les principals civilitzacions.

## Recerca en educació i democràcia
Todd ha estudiat processos històrics des d'una perspectiva demogràfica i antropològica. En particular, posa l'accent en l'efecte de l'educació en el desenvolupament econòmic i polític de les societats. En alguns dels seus llibres ressalta la relació, que ell considera causal, entre l'alfabetització massiva, caiguda de la taxa de natalitat i transició demogràfica, amb l'esdeveniment de revolucions polítiques i evolució de sistemes democràtics.
El seu argument es basa en la forta tendència a la igualació econòmica i política resultant de societats homogènies des del punt de vista educatiu, on tota la població està alfabetitzada però la fracció de població amb educació superior és numèricament menor. En aquest sentit, considera que la generalització de l'educació superior a classes mitjanes numèricament importants, i la seva no extensió al conjunt de la societat, genera una estratificació educativa que condueix a la justificació de desigualtats socials i tendeix a destruir la base democràtica d'una societat.
Aquest fenomen l'observa principalment als països de l'OCDE, d'igual manera que explicaria la Revolució industrial i la puixança d'Europa i dels Estats Units entre els segles XVII i XIX per l'avanç de l'alfabetització i la massificació de l'educació. Les seves observacions sobre la pèrdua de supremacia dels Estats Units es funden en gran part sobre l'observació d'una regressió educativa en aquest país des de la dècada de 1970.
Un altre tema important d'estudi per l'autor és la relació entre sistemes familiars, definits d'acord amb l'organització interna (autoritària o no) i externa (endògama o exògama), i amb les seves regles de successió i herència (igualitàries o no) i amb les estructures polítiques i la conformació d'ideologies en una societat.
Defineix quatre diferents tipus de sistemes familiars, als quals agrega formes intermèdies: la família nuclear absoluta (liberal i no igualitària); la família nuclear igualitària (liberal i igualitària); la família troncal (souche en francès, autoritària i no igualitària); i la família comunitària (autoritària i igualitària). Un mapa dels sistemes familiars a Europa segons Todd es troba en la seva obra L'invention de l'Europe.
Considera, per exemple, que l'evolució cap a règims democràtics en el àmbit polític però no igualitaris social o econòmicament, de tipus nord-americà o anglès, té el seu origen en el sistema nuclear absolut dels països anglosaxons. Per contra, l'estructura de família comunitària, autoritària i igualitària, va permetre l'emergència de règims de tipus comunista a Rússia o Xina. Règims autoritaris i no igualitaris van ser possibles en països amb estructura familiar troncal com Alemanya o Japó, mentre que el model republicà universalista francès tindria el seu origen en la família nuclear igualitària de regions com la parisenca.

## Cita
| « | La idea que, sota el pretext que un país és democràtic, els seus ciutadans, després d'un debat intern, poden legítimament decidir bombardejar als ciutadans d'un altre país, és una idea que acabarà matant a la democràcia. Els Estats Units són més perillosos per a la pau que l'Iran. | » |

## Obres

### Assaigs
- La chute finale: Essai sur la décomposition de la sphère soviétique (1976).
- Le fou et le prolétaire, Éditions Robert Laffont, París, 1979.
- L'invention de la France (amb Hervé Le Bras), Éditions Pluriel-Hachettes, París, 1981.
- La troisième planète, Éditions du Seuil, col·lecció Empreintes, París, 1983.
- L'enfance du monde, Éditions du Seuil, col·lecció Empreintes, París, 1984.
- La nouvelle France,  Éditions du Seuil, col·lecció L'Histoire immédiate, París, 1988.
- L'invention de l'Europe, 1990.
- Le destin des immigrés, 1994.
- L'illusion économique. Essai sur la stagnation des sociétés développées, 1998.
- La diversité du monde: Famille et modernité, Éditions du Seuil, col·lecció L'histoire immédiate, París, 1999.
- Après l'empire. Essai sur la décomposition du système américain, Gallimard, 2002.
- Le rendez-vous des civilisations (amb Youssef Courbage), Le Seuil, col·lecció La République des idées, 2007.
- Après la démocratie, Gallimard, París, 2008.
- Allah n'y est pour rien !, Paris, Le Publieur, coll. arretsurimages.net, 2011.
- L'Origine des systèmes familiaux: Tome 1 L'Eurasie, Gallimard, col. « NRF Essais », 2011 ISBN  9782070758425, 768 pàginess
- Le mystère français, (amb Hervé Le Bras), Paris, Le Seuil, coll. « La République des idées », mars 2013 ISBN 2021102165.
- L'Origine des systèmes familiaux: Tome 2 l'Afrique, l'Amérique et l'Océanie.

### Articles
- Mobilité géographique et cycle de vie en Artois et en Toscane au XVIII siècle, Annales. Économies, Sociétés, Civilisations, 30e any, n° 4, 1975, pp. 726–744.[6]
- Un communisme biodégradable, L'Express, 17 janvier 1977.
- URSS : la crise au présent. Description par une analyse des phénomènes de la mortalité, Économie et humanisme, mars-avril 1980, n° 252, pp. 67–73.
- L'URSS en Afghanistan : la chute finale ?, Politique Internationale, été 1980, n° 8. Communication présentée dans le cadre d'une rencontre d'experts internationaux organisée par la revue Futuribles el 1978.
- La vie intellectuelle française, du Néant à l'Être, Le Débat, 1980/4 (n° 4).
- La pensée de Le Play et l'avenir des sciences sociales, Les Études Sociales, n° 114-115-116, 1985-1986-1987, pp. 2–15. Conférence donnée pour la Société d'Économie et de Sciences sociales le 19 mars 1984, dans la Salle Médicis, au Palais du Sénat.[7]
- Une hypothèse sur l'origine du système familial communautaire. Avec Laurent Sagart, Diogène, 1992 (n° 160), pp. 145–175.
- Malaise français, malaise ouvrier ? Sur le malaise français, Le Débat, 1992/3 (n° 70).
- Aux origines du malaise politique français. Les classes sociales et leur représentation, Le Débat, 1995/1 (n° 83).
- Impérialisme ou isolement ?, Le Débat, 2001/3 (n° 115), pp. 69–71 (ISBN 9782070761746).
- Les Etats-Unis, l'Europe et le capitalisme, Le Débat, 2003 (n° 123), pp. 66–69 (ISSN 0246-2346).
- La guerre économique contre la guerre tout court, Le Débat, 2010/5 (n° 162), pp. 189–191 (ISBN 9782070131990).